# 舊錫尼亞瓦區

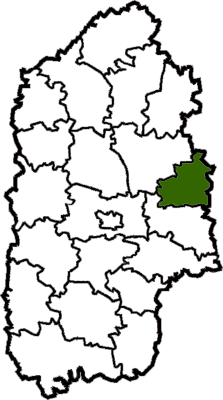

舊錫尼亞瓦區（烏克蘭語：Старосинявський район）是位於烏克蘭西部赫梅利尼茨基州的舊區，首府設於舊錫尼亞瓦，並於2020年被撤銷。該區面積662平方公里，2012年人口21,276，人口密度每平方公里32.14人。